# Petitionsverfahren auf Landesebene
Von dem Petitionsrecht kann jeder sowohl auf Landesebene als auch auf Bundesebene Gebrauch machen. Dennoch unterscheiden sich die einzelnen Rahmenbedingungen des Petitionsverfahrens unter den Ländern. Ebenso wie der Bundestag hat auch jeder Landtag einen eigenen Petitionsausschuss, der für die Eingaben der Petenten und Petentinnen zuständig ist. Allgemein gilt, dass eine Petition elektronisch oder per Post bei dem jeweiligen Landtag eingereicht werden kann.

## Massen/Mehrfachpetitionen, Sammelpetitionen, Einzelpetitionen
Einzelpetitionen kann jeder über schriftlichem Wege oder über ein Online-Formular dem jeweiligen Landtag übermitteln. Zwar haben viele der Bundesländer Sammelpetitionen als legitimes Mittel der Eingabe durch gesetzliche Verordnungen geregelt, doch das Einreichen dieser über ein Online-Verfahren ist teilweise erschwert (gesammelte Unterschriften müssen ggf. zusätzlich postalisch übersendet werden). Im Gegensatz dazu bieten einige Länder öffentliche Petitionsplattformen, in denen Petitionen gesichtet und mitgezeichnet werden können. Dadurch können sich Einzelpetitionen zu Sammelpetitionen formieren.
Indes können mehrere Einzelpetitionen, die das gleiche Anliegen beinhalten, von dem jeweiligen Petitionsausschuss zu einer sogenannten Massen- oder Mehrfachpetition zusammengefasst werden. Es gibt jedoch Landtage, die keine gesetzliche Unterscheidung zwischen Sammel-, Mehrfach- oder Massenpetitionen vornehmen, so dass jede Petition als Einzelpetition bearbeitet wird.

## Verifizierung der Unterschriften
Damit eine handschriftlich gesetzte Unterschrift gültig ist, bedarf es der aktuellen Anschrift der Person. Eine weitere Verifizierung ist bei Offline-Unterschriften nicht notwendig. Auch für Online-Unterschriften sind die Hürden einer Verifizierung relativ gering: Neben vollständigem Namen, Anrede und Anschrift der Person ist eine gültige E-Mail-Adresse vonnöten. In manchen Bundesländern wie Sachsen-Anhalt und dem Saarland wird eine Sicherheitsabfrage mit Codeübermittlung durchgeführt, um die Kommunikation mit einem Roboter auszuschließen. Wer eine Petition per Online-Formular an den Landtag schickt, erhält danach eine Bestätigungsmail. Ähnlich wie auf der E-Petitionsplattform des Bundestags ist auf manchen Petitionsplattformen der Bundesländer, beispielsweise Thüringen, vorab eine Registrierung der Person erforderlich.

## Sammlungszeitraum
Aus den meisten gesetzlichen Richtlinien lässt sich nicht entnehmen, ob ein Sammlungszeitraum für Sammelpetitionen gesetzt ist. Die Länder Thüringen, Rheinland-Pfalz, Schleswig-Holstein und Bremen haben eine Mitzeichnungsfrist von 6 Wochen, wohingegen der Deutsche Bundestag 4 Wochen einräumt.

## Ausschlusskriterium bezüglich des Petenten
Da das Petitionsrecht laut Art. 17 GG jedem/jeder in der Bundesrepublik zusteht, gibt es weitestgehend keine Einschränkungen auf Landesebene. Viele Länder schreiben juristischen Personen des öffentlichen Rechts das Petitionsrecht nur zu, wenn es Gegenstand ihres sachlichen Zuständigkeitsbereiches ist. Gesonderte Regelungen finden sich in Niedersachsen, in welchem Behörden sowie Schulen als nicht „petitionsberechtigt“ angesehen werden, da sie organisatorische Teile des Staatsaufbaus sind. Auch Sachsen räumt zusätzliche Restriktionen ein: „Hochschulen, Rundfunkanstalten und öffentlich-rechtlichen Religionsgesellschaften steht das Petitionsrecht nur zu, soweit die Petition ihren spezifischen Status als Grundrechtsträger betrifft“.
Ferner können Petitionen für andere eingereicht werden. Unabhängig ob dies online oder offline geschieht, ist der Name und die Anschrift des Vertreters sowie des Vertretenden anzugeben. Für die Verifizierung von Letzterem ist üblicherweise eine Vollmacht notwendig, welche hochgeladen oder nachgesandt werden kann. In Berlin ist es jedoch auch ohne Vollmacht möglich: "Für einen Dritten kann eine Petition auch ohne dessen Einwilligung eingereicht
werden, wenn ein ausreichender Anlass besteht und die Interessen des Dritten nicht offensichtlich entgegenstehen".

## Ausschlusskriterium bezüglich des Themas
Generell ist es untersagt, dass eine Petition nach Inhalt oder Form eine strafbare Handlung darstellt. Mehrheitlich wird in den verschiedenen gesetzlichen Niederschriften der Länder darauf hingewiesen, dass Gerichtsverfahren (schwebende/abgeschlossene) nicht Gegenstand einer Petition sein können. Eine Beschwerde gegen einen Richter oder Hinweise auf Mängel können jedoch Anliegen der Petition sein. Des Weiteren werden Petitionen, die keinen erkennbaren Sinnzusammenhang oder kein konkretes Anliegen enthalten, von den meisten Ländern ebenso ausgeschlossen. Lassen die Eingaben gegenüber einer bereits beschiedenen Petition kein neues erhebliches Vorbringen erkennen, kann von der Prüfung abgesehen werden.

## Anhörung und Behandlung im Fachausschuss und Plenum
Sowohl der Bundestag als auch die einzelnen Landtage besitzen einen eigenen Petitionsausschuss. Dieser beschäftigt sich mit den Petitionsanliegen und kann um Stellungnahmen zuständiger Fachausschüsse oder Landtagsabgeordneter bitten. In der Regel entwirft der Petitionsausschuss einen Beschlussvorschlag, über den im Plenum abgestimmt wird. Sowohl die Anhörung wie auch die Debatte im Plenum kann öffentlich sein, hängt jedoch von den gesetzlichen Strukturen des jeweiligen Landtags ab.

## Barrierefreiheit
Obwohl Petition mittlerweile auf allen Landesebenen sowohl schriftlich als auch elektronisch eingereicht werden können, ist nicht überall der gleiche barrierefreie Zugang gewährleistet. Als ein Vorreiter der Barrierefreiheit bietet Thüringen die Option, Eingaben schriftlich, in Brailleschrift (Blindenschrift), mündlich, online sowie in Gebärdensprache einschließlich lautsprachbegleitender Gebärden einzureichen. Ein weiterer Teil von Ländern bietet eine Bürgersprechstunde bzw. den Kontakt zu einem Bürgerbeauftragten an, wodurch persönlich weitergeholfen werden kann.

## Transparenz
Zwar werden in manchen Bundesländern wie Rheinland-Pfalz und Thüringen bereits abgeschlossene Petition online angezeigt, jedoch beziehen sich diese nur auf online eingereichte Eingaben. Auf manchen Petitionsplattformen der Landtage hat der Petent die Wahl, ob die Petition öffentlich gelistet werden soll oder nicht. Zudem können Petitionen veröffentlicht werden, die „im Interesse der Öffentlichkeit“ liegen. Die Sitzungen des Petitionsausschusses hingegen oder ggf. eines anderen, zuständigen Fachausschusses sind meist nicht öffentlich – mit einigen Ausnahmen: In Bayern beispielsweise tagt der Petitionsausschuss immer öffentlich und in Bremen erfolgt die Beratung öffentl. Petitionen in der Regel in öffentl. Sitzungen. Die Petitionsausschüsse des Bundes und der Länder erteilen Petenten Zwischenbescheide über das Petitionsverfahren.

## Überblick: Petitionsverfahren in den Bundesländern
| Gebietskörperschaft        | Massen/-Mehrfach- petition (Mindestanzahl an Petenten, damit ähnliche Petitionen als Massen/-Mehrfachpetition angesehen werden) | Sammel- petition              | Anerkennung der Unterschriften freier Petitions- plattformen | Öfftl. Petitions- plattform | Debatten- funktion | Quorum für öfftl. Anhörung                                          | Anhörung im Petitionsausschuss                                                                                         | Transparenz (Tätigkeitsberichte) | Geregelt in (Gesetz/Verordnung) |
| -------------------------- | --- | ----------------------------- | ------------------------------------------------------------ | --------------------------- | ------------------ | ------------------------------------------------------------------- | --- | --- | --- |
| Berlin                     | ✔ (mind. 30 Petenten) | ✔ (mind. 30 Unterstützer)     | x                                                            | x                           | x                  | x                                                                   | x | Jahresberichte (Statistik, ausgewählte Fälle) | Gesetz über die Behandlung von Petitionen an das Abgeordnetenhaus von Berlin (Petitionsgesetz) zuletzt geändert durch Gesetz vom 06.07.06 (GVBl. S. 710): Art. 1–14.                                                        |
| Brandenburg                | ✔ (mind. 30 Petenten) | ✔ (mind. 30 Unterstützer)     | x                                                            | x                           | x                  | x                                                                   | x, aber Bürgersprechstunden; Ortstermine                                                                               | online: Petitionen mit allgemeiner oder beispielhafter Bedeutung. Jahresberichte (Statistik, ausgewählte Fälle)                                                                      | Gesetz über die Behandlung von Petitionen an den Landtag Brandenburg (Petitionsgesetz - PetG) vom 20.12.10 (GVBl.I/10, [Nr. 48])                                                                                            |
| Sachsen-Anhalt             | ✔ (mind. 20 Petenten) | ✔ (mind. 20 Petenten)         | x                                                            | x                           | x                  | x                                                                   | ab 4000 Beteiligungsberechtigten Unterstützer/innen sind die Vertrauenspersonen durch den Petitionsausschuss anzuhören | Texte von Sammel- und Massenpetitionen veröffentlicht. Tätigkeitsberichte | Geschäftsordnung des Landtages von Sachsen-Anhalt vom 05.12.14, Abschnitt „Grundsätze des Petitionsausschusses über die Behandlung von Bitten und Beschwerden“; Verfassung des Landes Sachsen-Anhalt vom 27.01.05           |
| Hessen                     | ✔ | ✔                             | n/a                                                          | x                           | x                  | x                                                                   | x, nur Bürgersprechstunden                                                                                             | Tätigkeitsberichte | Geschäftsordnung des Hessischen Landtags vom 27.05.15 |
| Niedersachsen              | ✔ | ✔                             | ✔                                                            | ✔                           | x                  | x                                                                   | x | n/a | Geschäftsordnung des Niedersächsischen Landtages vom 15.12.14; Infobroschüre des LT Nds „Behandlung von Eingaben“ |
| Nordrhein-Westfalen        | ✔ (mind. 100 Petenten) | x                             | ✔                                                            | x                           | x                  | x                                                                   | Möglich in öffentlichen Sitzung (Antrag eines Viertels der Mitglieder erforderlich); Bürgersprechstunden               | Entscheidung kann online/Pressemitteilungen/öffentlich bekannt gemacht werden; Plenarprotokoll, Möglichkeit von öffentliche Sitzungen bei Antrag von Mitgliedern, Tätigkeitsberichte | Geschäftsordnung des Landtags Nordrhein-Westfalen vom 17.10.13 |
| Bremen                     | ✔ (mind. 30 Petenten) | ✔ (mind. 30 Unterstützer)     | n/a                                                          | ✔                           | ✔                  | x                                                                   | Öffentliche Petitionen werden in öffentlichen Sitzungen im Petitionsausschuss beraten                                  | Beschlüsse online und schriftlich an Petenten. Online-Petitionen in frei zugänglichem Archiv                                                                                         | Verfahrensordnung für die Petitionsausschüsse (Land und Stadt) vom 4.11.11; Gesetz über die Behandlung von Petitionen durch die Bremische Bürgschaft vom 1.01.10                                                            |
| Hamburg                    | x | x                             | n/a                                                          | x                           | x                  | x                                                                   | Möglich (Bestimmung des Ausschusses); Anspruch des Petenten besteht nicht; Bürgersprechstunden                         | n/a | Gesetz über den Eingabenausschuss vom 15.12.09 und § 64–67 der Geschäftsordnung der Hamburgischen Bürgerschaft vom 02.03.15                                                                                                 |
| Schleswig-Holstein         | ✔ (mind. 50 Petenten) | ✔                             | x                                                            | ✔                           | x                  | ✔ (2.000 Unterschriften für öfftl. Anhörung; kann abgelehnt werden) | Möglich (Bestimmung des Ausschusses)                                                                                   | Online: Beschluss; E-Mail an Petent und Mitzeichner/innen; Massenpetitionen kann online; Tätigkeitsberichte, vierteljährlich, mit Statistik und Darstellung der einzelnen Anliegen   | Grundsatzbeschlüsse des Petitionsausschusses vom 08.09.15 ; Verfahrensgrundsätze für die Behandlung von Öffentlichen Petitionen / Artikel 25 der Verfassung des Landes Schleswig-Holstein                                   |
| Saarland                   | n/a | x                             | x                                                            | x                           | x                  | x                                                                   | Möglich (Bestimmung des Ausschusses)                                                                                   | Jahresberichte | Artikel 78 der saarländischen Verfassung (keine konkreteren Recht- oder Verfahrensgrundlagen zu finden) vom 15.05.13 |
| Baden-Württemberg          | x | x                             | ✔                                                            | x                           | x                  | x                                                                   | Möglich (Bestimmung des Ausschusses); Anspruch des Petenten besteht nicht                                              | n/a | Gesetz über den Petitionsausschuss des Landtags (Petitionsausschussgesetz) vom 20.02.79 |
| Mecklenburg-Vorpommern     | ✔ | ✔                             | x                                                            | x                           | x                  | x                                                                   | x | Petenten werden informiert über Stellungnahmen & Antwortmöglichkeit wird eingeräumt; Tätigkeitsberichte                                                                              | Landesverfassung vom 30.06.11; Petitions- und Bürgerbeauftragtengesetz vom 05.04.95; Geschäftsordnung des Landtages für die 7. Wahlperiode vom 04.10.16                                                                     |
| Rheinland-Pfalz            | ✔ (mind. 30 Petenten) | ✔                             | n/a                                                          | ✔                           | ✔                  | x                                                                   | Möglich: Es gibt öffentliche und nicht öffentliche Sitzungen                                                           | Beschlüsse zu Massenpetitionen online; Jahresberichte | Geschäftsordnung des Landtags Rheinland-Pfalz vom 02.03.11, Verfahrensgrundsätze für die Behandlung von öffentlichen Petitionen                                                                                             |
| Thüringen                  | ✔ (mind. 30 Petenten, an anderer Stelle 50)                                                                                     | ✔                             | ✔                                                            | ✔                           | x                  | ✔ (1.500 Unterschriften für öfftl. Anhörung, kann abgelehnt werden) | Möglich: Ab Quorum, Anhörung der Vertrauenspersonen (davon kann mit Ausschussmehrheit abgesehen werden).               | Beschluss von öfftl. Petitionen online; Jährliche Arbeitsberichte | Thüringer Petitionsgesetz (Thüringer Gesetz über das Petitionswesen) , Geschäftsordnung vom 19.07.12 |
| Sachsen                    | ✔ (mind. 50 Petenten) | ✔                             | n/a                                                          | x                           | x                  | x                                                                   | Möglich (Bestimmung des Ausschusses); Anspruch des Petenten besteht nicht                                              | Beschlüsse zu Massenpetitionen online | Gesetz über den Petitionsausschuss vom 11.06.91, Geschäftsordnung des Sächsischen Landtages, Grundsätze des Petitionsausschusses 11.06.91, Auszug aus der Verfassung vom 27.05.92                                           |
| Bayern                     | ✔ (mind. 50 Petenten) | ✔                             | ✔                                                            | x                           | x                  | x                                                                   | Möglich (Bestimmung des Ausschusses)                                                                                   | Beschlüsse zu Massenpetitionen online; Aktueller Bericht/Petitionsstatistik; Nach 8 Wochen Zwischenbericht                                                                           | Petitionsgesetz („Gesetz über die Behandlung von Eingaben und Beschwerden an den Bayerischen Landtag nach Art. 115 der Verfassung – Bayerisches Petitionsgesetz“) vom 26.07.06, Geschäftsordnung des Landtags Bayern Dez.14 |
| Bundesrepublik Deutschland | ✔ (mind. 50.000 Petenten) | ✔ (mind. 50.000 Unterstützer) | x                                                            | ✔                           | ✔                  | ✔ (50.000 Unterschriften für öfftl. Anhörung)                       | Möglich (Bestimmung des Ausschusses)                                                                                   | Beschlüsse zu öffentlichen Petitionen online, Jahresberichte, manchmal öffentliche Beratungssitzungen des Petitionsausschusses                                                       | Gesetz über die Befugnisse des Petitionsausschusses vom 19.07.75, Grundgesetz Für die Bundesrepublik Deutschland vom 23.05.49 Art. 17, 17a, 45c, Verfahrensgrundsätze                                                       |